# Le quattro cose ultime
Le quattro cose ultime (The Last Four Things) è un romanzo fantasy dello scrittore inglese Paul Hoffman. Si tratta del secondo capitolo della trilogia La mano sinistra di Dio ed è uscito In Italia nel 2011.
Il libro è stato tradotto in almeno dieci lingue

## Trama
Cale ha vissuto per dieci anni nel Santuario dei Redentori: soffrendo fame e freddo, è stato sottoposto a quotidiane atrocità, per diventare una macchina di morte nell'esercito che combatte contro gli Antagonisti, gruppi di uomini che interpretano la religione in maniera differente. Ha progettato con cura la sua fuga, e finalmente ha conosciuto un mondo diverso. Questo mondo lo ha deluso, nell'amicizia e nell'amore, perciò è tornato a malincuore nel Santuario, accompagnato dal suo antico tutore, Bosco. Questi gli spiega che ha un destino unico: è la Mano Sinistra di Dio e redimerà i peccati dell'umanità, annientandola. Bosco ormai non solo lo rispetta, ma gli conferisce un potere quasi assoluto, per la sua missione.
Contro il parere di Bosco, Cale arruola i detenuti del Purgatorio, carcere del Santuario dove sono rinchiusi come "nemici dell'Unica Vera Fede", tutti i dissidenti, e li invia in battaglia. I Redentori lo reputano risoluto e vincente. Invece Cale persegue la vendetta: egli ha in sé una tempesta di emozioni contrastanti. è lacerato da sentimenti tanto impetuosi da sfuggire persino al controllo dei Redentori. Compie così una discesa vertiginosa alla sua rovina psichica perché, anche se vittorioso sul campo di battaglia, è solo un ragazzo che ora deve difendersi dalle manipolazioni di un potere incomprensibile..

## Edizioni in italiano
- Paul Hoffman; Le quattro cose ultime: romanzo, traduzione di Alessandro Storti, Nord, Milano 2011
- Paul Hoffman; Le quattro cose ultime: romanzo, traduzione di Alessandro Storti, Tea, Milano 2012
- Paul Hoffman, La trilogia della mano sinistra di Dio, TEA, Milano 2019